# Domenico Selvo
Domenico Selvo (primo quarto dell'XI secolo – dopo il 1087) è stato un politico e condottiero italiano, 31º doge della Repubblica di Venezia dal 1071 al 1084.

## Biografia

### Origini ed elezione
Figlio di un certo Stefano (di cui si hanno diverse attestazioni nei decenni precedenti), apparteneva a una famiglia di affermazione recente, avendo esordito in politica solo dall'ultimo ventennio del X secolo.
Fu uno stretto collaboratore del predecessore Domenico Contarini, come dimostrano le testimonianze documentali. Compare per la prima volta nel 1046, come sottoscrittore di un atto del vescovo di Olivolo Domenico Contarini, omonimo e probabilmente parente del doge. Nel 1055 quest'ultimo lo inviò, assieme a Bono Dandolo, presso l'imperatore Enrico III, ottenendo la conferma dei privilegi di cui godevano i Veneziani nel Regno d'Italia.
La sua nomina a doge, nel 1071, avvenne dunque nel segno della continuità. Secondo il chierico Domenico Tino, che fu tra i presenti, al termine del funerale del predecessore, avvenuto nella chiesa di San Nicolò del Lido, fu acclamato dalla folla radunatasi sulla spiaggia, mentre all'interno della chiesa le autorità religiose pregavano affinché fosse designata una personalità degna. Selvo venne caricato su un'imbarcazione e condotto all'erigenda basilica di San Marco dove, accolto dal clero, entrò scalzo e ricevette le insegne del potere che erano raccolte sull'altare. Successivamente si trasferì nel Palazzo Ducale, dove completò la cerimonia di investitura.

### Politica
I primi anni di governo videro il prosieguo delle politiche del Contarini, che aveva cercato di mantenere buone relazioni con i due imperi e il Papato, evitando inoltre conflitti che potessero ostacolare i traffici mercantili. Portò a termine, inoltre, le opere murarie della basilica di San Marco e diede avvio alle decorazioni musive: vengono collocati in questi anni i mosaici dell'abside e dell'ingresso, nonché i resti di una Deposizione su uno dei tetrapili del presbiterio.
Proseguì anche le politiche di sostegno al patriarcato di Grado, che nel 1053 era stato pienamente riconosciuto da Leone IX ponendo fine alla secolare disputa con il patriarcato di Aquileia. La sede si trovava però in gravi difficoltà economiche e nel 1074 emise un provvedimento con cui cedeva alla sede gradense alcune rendite di pertinenza ducale. Ciononostante, il 31 dicembre dello stesso anno papa Gregorio VII gli indirizzò una lettera in cui lo criticava per la debolezza e la povertà della metropolia.
Lo stesso pontefice ammonì il doge per due volte (nel 1077 e nel 1081) di non intrattenere contatti con chi era colpito da scomunica. Era questo un chiaro riferimento ai buoni rapporti con Enrico IV, grazie ai quali non ebbe necessità di rinnovare il Pactum con il Sacro Romano Impero.

### Guerra con i Normanni
Nel 1075 il conte normanno Amico di Giovinazzo assediò Arbe, imprigionò re Petar Krešimir IV di Croazia e estese il suo dominio su Spalato, Traù, Zara, Zaravecchia e, forse, Nona. L'Impero Bizantino, che formalmente manteneva la sovranità sulla Dalmazia, si era di fatto ritirato dall'Adriatico e chiamò Silvo a intervenire: gli invasori furono respinti tra il 1075 e il 1076 e venne ristabilita la precedente situazione. In cambio, Michele VII Ducas lo nominò protoproedos, titolo che nessun doge veneziano aveva mai ricevuto sino ad allora.
Nel 1081 i Normanni ripresero gli attacchi: Roberto il Guiscardo partì da Brindisi e raggiunse Valona, appena occupata dal figlio Boemondo mandato in avanscoperta, quindi conquistò Corfù e cinse d'assedio Durazzo. Ancora una volta i Bizantini non riuscirono a reagire e Alessio I Comneno inviò una richiesta di aiuto a Venezia.
Inizialmente la flotta veneziana conseguì dei successi, ma l'esercito bizantino, da terra, capitolò nel tentativo di liberare Durazzo (1082). Il Guiscardo, a questo punto, mosse le proprie truppe proprio verso Costantinopoli, ma dovette ritirarsi in Italia a causa dell'ascesa di Enrico IV verso Roma.
In cambio dell'intervento veneziano, Alessio concesse al doge titoli (tra cui quello di protosebastos), proprietà e denaro, nonché privilegi per i Veneziani che commerciavano in Oriente.
La guerra, ad ogni modo, non era terminata: l'assenza del Guiscardo aveva permesso all'alleanza veneto-bizantina di riprendere Corfù nel 1083, ma l'anno successivo, al ritorno del normanno, subì una pesante sconfitta proprio nei pressi della stessa isola. La disfatta provocò a Venezia un malcontento generale che culminò con la deposizione del Selvo, il quale si ritirò in un convento e fu sostituito da Vitale Falier (1084).
È ancora attestato negli anni successivi, continuando a fregiarsi del titolo, non revocabile, di protosebastos. L'ultima notizia sul suo conto è del 1087.

### Matrimoni e discendenza
Da un primo matrimonio aveva avuto un figlio, Domenico, che si imparentò con i Candiano, potente famiglia che aveva dato vari dogi nel secolo precedente; risultava già morto nel 1086. 
Forse in occasione della prima vittoria contro i Normanni, si risposò con una principessa bizantina, Teodora Ducaina, sorella dell'imperatore Michele VII Ducas. Per le abitudini stravaganti e la propensione al lusso, la dogaressa diede scandalo a Venezia e, secondo una tradizione priva di fondamento, Pier Damiani l'avrebbe aspramente biasimata nel De Institutione monialis. Il santo, in realtà, era morto qualche anno prima delle nozze e lo scritto sarebbe piuttosto indirizzato a un'altra principessa bizantina, Maria Argira, moglie di Giovanni Orseolo.